# Hana Matsumoto
Hana Matsumoto (松本 花奈 Matsumoto Hana?,  Prefectura de Osaka, Japón, 24 de enero de 1998) es una actriz y directora de cine japonesa, anteriormente afiliada a Hori Agency.

## Biografía
Matsumoto nació el 24 de enero de 1998 en la prefectura de Osaka, Japón. Fue reclutada a la edad de ocho años y comenzó con sus actividades profesionales poco después, apareciendo en películas y series de televisión. Además de su trabajo como actriz, también comenzó a dirigir proyectos caseros durante su segundo año de escuela secundaria. Asistió a la Nihon University Tsurugaoka Senior High School y en 2014, editó y dirigió la película Manatsu no Yume, la cual fue seleccionada como el mejor proyecto en el "Eiga worldcup" de ese año. También fue exhibido en el Yubari International Fantastic Film Festival de 2015.
Su próximo proyecto, Dadadada Seventeen, fue exhibido en el mismo festival en 2016, donde recibió el premio del público. En 2017, asistió al Festival Internacional de Cine de Tokio por Let go of my teen days.

## Filmografía

### Películas
- Hariyo no Natsu (2006) como Haruko Ōshima
- Saidokā ni Inu (2007) como Kaoru Kondō
- God's Puzzle (2008)
- Ju-on: Kuroi Shoujo (2009) como Kie Hasu
- The Shock Labyrinth (2009) como Yuki
- Zero no shōten (2009)
- Kōji no busaikuna tenshi-tachi (2010) como Sachiko
- Tsuchinoko ni gasshō (2011)
- Nichirin no isan (2011) como Satchang
- Yūtopia saunzu (2012)
- Suzuki-sensei (2013) como Saki Irie (2-A)
- Zekkyō Gakkyū (2013) como Atsuko Kiritani
- Koi ni Tsukimono (2014) como Ibara
- Kemonomichi (2017)

### Televisión
- Chiritotechin (NHK, 2007)
- Suzuki-sensei (TV Tokyo, 2011) como Saki Irie (2-A)
- Taburakashi ~Daikou Joyuugyou Maki~ (NTV, 2012) como Asami Nanbara (ep. 13)
- Border (TV Asahi, 2014) como Sonoko Nomoto (ep. 5)
- Ōedo Sōsamō (TV Tokyo, 2015)

### Anime
- El niño y la bestia (2015)

## Dirección

### Películas
- Bright Red Poppy (2014)
- Manatsu no Yume (2014)
- Dadadada Seventeen (2016)
- School Outsider (2017)
- Let go of my teen days (2017)